# Irena Godunowa
Irena (Irina) Godunowa (ur. 1557, zm. w wrześni 1603 w Moskwie) – siostra Borysa Godunowa, od 1580 synowa Iwana Groźnego, żona jego drugiego syna Fiodora, który w 1584 objął tron jako Fiodor I.
W okresie, gdy o samodzielnej władzy kobiet nie było nawet mowy i nie istniał żaden precedens (jedynie św. Olga w X w. oraz Helena Glińska w latach 30. XVI w. sprawowały władzę jako regentki w imieniu synów), Irena usiłowała rządzić państwem jako bezpośrednia następczyni zmarłego męża po wygaśnięciu dynastii. Pierwszą kobietą w historii Rosji, której trwale udało się utrzymać na tronie, była jednak dopiero Katarzyna I, która przejęła władzę we własnym imieniu ponad 125 lat po nieudanej próbie Ireny Godunowej. Ona sama tydzień po śmierci Fiodora publicznie oznajmiła wolę wstąpienia do monasteru, rezygnując z władzy na rzecz dumy bojarskiej. Władczyni postrzygła się, przyjmując imię zakonne Aleksandry i wstąpiła do klasztoru Nowodziewiczego. Nadal jednak wpływała na bieg spraw państwowych, m.in. wydając imienne ukazy jako panująca carowa, aż do czasu zakończenia żałoby po carze Fiodorze i wstąpienia na tron jej brata, w którego kampanii wyborczej brała czynny udział. Faktyczne przejęcie władzy przez Borysa Godunowa, zakończone koronacją nowego władcy, ograniczyło działalność byłej carowej.

## Pochodzenie
Irena była jedyną córką Fiodora o przydomku Jednooki i Stefanidy Godunowów, siostrą Borysa i Wasyla oraz bratanicą opricznika Dymitra. Wywodziła się z tego samego rodu, co Saburowowie i Wieljaminowowie, ale z jego młodszej i uboższej gałęzi. Dwie kobiety pochodzące ze starszej gałęzi rodu, Salomonida (Sołomonia) i Eudokia (Jewdocha) Saburowe, w XVI w. weszły do carskiej rodziny, poślubiając Wasyla III i Iwana Iwanowicza, jednak obie zostały przez mężów oddalone.
Według legendy zapisanej w 4. ćw. XVI w. przez mnichów z kostromskiego klasztoru Hipackiego, protoplastą rodu, z którego wywodzili się Godunowowie, miał być tatarski mirza o imieniu Czet, któremu w czasie podróży z Saraju do Moskwy objawiła się Bogarodzica wraz ze świętymi Filipem i Hipacym. Czet-mirza pod wpływem widzenia ochrzcił się, zakładając później klasztor w Kostromie i wstąpił na służbę Iwana Kality. "Opowieść o Czecie" roi się od historycznych niedorzeczności i nie zasługuje na minimum zaufania.
Rzekome pochodzenie od nawróconego tatarskiego dynasty dodawało splendoru potomkom realnie istniejącego Zachara, którego wnuk Dymitr Zierno około 1330 wstąpił na służbę Iwana Kality, zajmując wysokie miejsce w strukturach władzy jako moskiewski bojar. Ranga bezpośrednich przodków Ireny, bogatych bojarów kostromskich i wpływowych bojarów moskiewskich Godunowów, z biegiem czasu coraz bardziej się obniżała. Zaliczani do warstwy drobnych posiadaczy ziemskich w okręgu wiaziemskim, spadli do kategorii prowincjonalnej szlachty i nie piastowali już urzędów dworskich. W połowie XVI w. ojciec i stryj Ireny, Fiodor i Dymitr Godunowowie, byli już tylko współwłaścicielami rodowej posiadłości w Kostromie.